# San Pietro di Feletto
San Pietro di Feletto es una localidad y comune italiana de la provincia de Treviso, región de Véneto, con 4.878 habitantes.

## Evolución demográfica
| Gráfica de evolución demográfica de San Pietro di Feletto entre 1861 y 2001 |
|                                                                             |
| Fuente ISTAT - elaboración gráfica de Wikipedia                             |